# Shalom Harlow
Shalom Harlow é uma supermodelo e atriz canadense, reconhecida internacionalmente por seu impacto na moda nos anos 1990. Tornou-se uma das modelos mais influentes de sua geração, desfilando para marcas como Chanel, Versace, Dior e Alexander McQueen, além de atuar em filmes e apresentar programas de TV.

## Vida pessoal
Filha de David Harlow e Sandi Herbert, Harlow cresceu em uma comunidade alternativa nos arredores de Toronto, e desde cedo praticou balé e sapateado. Seu nome, Shalom, significa "paz" em hebraico. Foi descoberta aos 16 anos por um olheiro durante um show da banda The Cure em Toronto.[carece de fontes?]

## Carreira
Sua carreira decolou rapidamente: desfilou para grifes como Chanel, Dior, Versace, Valentino, Ralph Lauren, Prada, Gucci e Alexander McQueen, além de aparecer em capas de Vogue, Harper’s Bazaar e Cosmopolitan. Em 1995, foi a primeira vencedora do prêmio Model of the Year da Vogue/VH1.[carece de fontes?]

## Desfile icônico de Alexander McQueen
Um momento icônico ocorreu no desfile primavera/verão 1999 de Alexander McQueen, quando Shalom ficou sobre uma plataforma giratória enquanto braços robóticos pintavam seu vestido branco — performance considerada uma das mais memoráveis da história da moda.

## Trabalhos no cinema
Paralelamente, Harlow construiu uma carreira no cinema e na televisão. Estreou no documentário Unzipped (1995) e participou de filmes como In & Out (1997), How to Lose a Guy in 10 Days (2003), Vanilla Sky (2001) e outros. Entre 1996 e 1997, coapresentou o programa House of Style, da MTV, ao lado de Amber Valletta.[carece de fontes?]
Em 2007, foi listada pela revista Forbes como a 13ª modelo mais bem paga do mundo, com renda estimada de 2 milhões de dólares no ano anterior.[carece de fontes?]
Após um período afastada devido a problemas de saúde — incluindo doença de Lyme, intoxicação por mofo negro e estresse pós-traumático — Harlow retornou em 2018, desfilando para a Versace na Semana de Moda de Milão e estrelando a campanha primavera/verão 2019 da marca.
Desde então, voltou a aparecer em capas importantes como Vogue Italia (dezembro de 2018), Vogue China (novembro de 2023) e Vogue americana (maio de 2023, edição dedicada a Karl Lagerfeld).

## Curiosidades
Além das passarelas e telas, Shalom também toca bateria e guitarra, é vegetariana e é considerada uma inspiração por sua trajetória de superação.

## Filmografia

### Cinema
- 2006 The Last Romantic como Christy Tipilton
- 2005 Game 6 como Paisley Porter
- 2004 Melinda and Melinda como Joan
- 2003 I Love Your Work como Charlotte
- 2003 How to Lose a Guy in 10 Days como Green
- 2002 Happy Here and Now como Muriel
- 2002 The Salton See como Nancy
- 2001 Vanilla Sky como Colleen
- 2001 Head Over Heels como Jade
- 1999 Cherry como Leila Sweet
- 1997 In & Out como Sonya

### Televisão
- 2004 The Jury como Melissa Greenfield
- 1997 House of Style como co-apresentadora